# Јован Аћимовић
Јован Куле Аћимовић (Београд, 21. јун 1948) је бивши југословенски и српски фудбалер.

## Каријера
Био је члан пионирске и омладинске екипе ОФК Београда одакле је прешао у Црвену звезду. За први тим је дебитовао 1. септембра 1965. против Радничког (5:0) у пријатељској утакмици. На тој утакмици је био и стрелац првог гола. У првенству је дебитовао 12 дана касније, када је имао 17 година.
У лето 1966. на место тренера је постављен Миљан Миљанић, који је до тада био селектор омладинске репрезентације у којој је сарађивао са Аћимовићем. До тадашњу чувену леву страну навале коју су чинили Драгослав Шекуларац и Бора Костић, заменили су Аћимовић и Драган Џајић. Тако је настао нови тандем Звездине навале који јој је доне три узастопне титуле првака (1968, 1969. и 1970) и три Купа у четири године (1968, 1970. и 1971).

## Репрезентација
За репрезентацију Југославије, је одиграо 55 утакмица и постигао 3 гола. Учествовао је на Светском првенству 1974, Европском првенству 1968. на којем је освојио сребрну медаљу, и на Европском првенству 1976.

### Голови за репрезентацију
| #  | Датум               | Место            | Противник | Резултат | Исход | Такмичење                                |
| -- | ------------------- | ---------------- | --------- | -------- | ----- | ---------------------------------------- |
| 1. | 22. септембар 1971. | Сарајево, СФРЈ   | Мексико   | 2:0      | 4:0   | Пријатељска                              |
| 2. | 14. јун 1972.       | Куритиба, Бразил | Венецуела | 4:0      | 10:0  | Пријатељска                              |
| 3. | 19. новембар 1972.  | Београд, СФРЈ    | Грчка     | 1:0      | 1:0   | Квалификације за Светско првенство 1974. |